# Institution Kiuna
L'Institution Kiuna est le premier centre d'études collégiales consacré à l'éducation des autochtones du Québec depuis la fermeture du collège Manitou. Inauguré en 2011, il est situé à Odanak, près de Pierreville, dans le Centre-du-Québec (Canada).

## Description
Bien qu'étant ouverte à tous les étudiants du Québec, l'Institution abrite plus de 140 étudiants principalement des Premières Nations de partout au Québec et des provinces voisines. Actuellement, dirigée par la directrice Prudence Hannis, Kiuna est le résultat de dix ans de travail de l'équipe du Conseil en éducation des Premières Nations (CEPN). Le but premier de l'école est de former les jeunes des Premières Nations, qu'ils soient fiers de leurs cultures respectives, de développer leur sens des responsabilités pour eux-mêmes et leurs communautés. De manière générale, l'objectif est aussi de faciliter l'accès et la réussite aux études post-secondaires.
De nombreux services sont offerts aux étudiants. En plus de possibilités d'hébergement pour les étudiants avec ou sans enfants, Kiuna dispose d'un centre de documentation, où des ordinateurs, imprimantes, photocopieurs et matériel audiovisuel sont accessibles. De nombreuses activités culturelles sont organisées tout au long de l'année, souvent en lien avec les visites de personnalités autochtones. Un studio de post-production, de montage vidéo (avec caméras numériques HD) et un centre de langues trouvent également leur place. Ajouté à cela, l'école offre aussi un service de soutien psychosocial et un centre enfance-famille.

## Étymologie
« Kiuna », veut dire « à nous », en abénakis.
|  |

## Programmes
L'institution offre trois programmes préuniversitaires, un programme de transition pour les nouveaux étudiants (Tremplin DEC) et sept programmes de formation continue permettant l'obtention d'une attestation d'études collégiales.

### Formation préuniversitaire et technique
- Tremplin DEC
- Sciences de la nature
- Sciences humaines, Premières Nations, l'un des premiers programmes créé à Kiuna – confectionné par et pour les Premières Nations –, qui est d'ailleurs la seule institution collégiale à l'offrir
- Arts, lettres et communication, option langue des Premières Nations
- Techniques en éducation spécialisée en contexte autochtone

### Formation continue
- Éducation spécialisée et contextes autochtones
- Transmission linguistique et culturelle
- Comptabilité pour les Premières Nations et les Inuits
- Travail administratif pour les Premières Nations et les Inuits
- Coordination d'événements
- Spécialisation en éducation inclusive